# Gare de Tonnerre
Gare de Tonnerre vasútállomás Franciaországban, Tonnerre településen.

## Vasútvonalak
Az állomást az alábbi vasútvonalak érintik:
- Párizs–Marseille-vasútvonal

## Kapcsolódó állomások
A vasútállomáshoz az alábbi állomások vannak a legközelebb:
- Gare de Saint-Florentin - Vergigny
- Gare de Nuits-sous-Ravières